# Universidade Vanderbilt

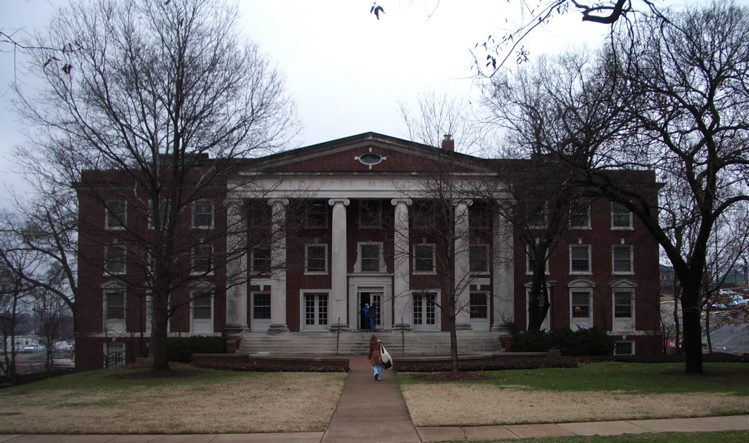
Memorial Hall

Universidade Vanderbilt (Vanderbilt University, em inglês) é uma instituição de ensino superior privada situada em Nashville, Tennessee, nos Estados Unidos. Foi fundada em 1873, por Cornelius Vanderbilt. É considerada uma das quinze melhores universidades dos Estados Unidos (US News) e uma das cinquenta melhores do mundo (Times Higher Education).
Fizeram parte do seu quadro de alunos dois Vice-presidentes dos Estados Unidos: John Nance Garner e Al Gore, também ganhador do Prêmio Nobel da Paz. Muhammad Yunus, outro ganhador do premio, foi aluno do departamento de Economia da universidade.